# Minéralisation osseuse
Pour les articles homonymes, voir Minéralisation.
Ne doit pas être confondu avec fossilisation.
La minéralisation osseuse correspond à la fixation d'éléments minéraux tels que le calcium et le phosphore dans le tissu osseux.
Elle se met en place chez l'embryon, puis le fœtus et perdure tout au long de la vie.
Elle est contrôlée par la vitamine D, des hormones et une cascade de réactions biochimiques (qui peut être accélérée en cas de fracture).

## Enjeux
Ce processus est essentiel à la formation et à l'entretien du squelette.
Lors de ce processus (qui est permanent tout au long de la vie) l'os peut servir à détoxiquer l'organisme, par exemple en fixant du plomb (métal lourd très toxique) prélevé dans le sang (le plomb se fixant naturellement préférentiellement dans l'os, où il sera relativement « inerté », pouvant y résider en moyenne durant une vingtaine d'années avant d'être lentement désorbé et éliminé via l'urine ou les excréments, avec toutefois un risque de relargage plus brutal, en cas de fracture, ou - chez les femmes - en cas d'ostéoporose (généralement induite par la ménopause).
L'incorporation de radionucléides (inhalés ou ingérés) dans l'os est dangereuse, car c'est dans la moelle osseuse que sont élaborés des composants essentiels du sang et du système immunitaire. À titre d'exemple, l'uranium s'il gagne l'os y aura une demi-vie de rétention de 300  à   5 000 jours, Ainsi, une partie de l'uranium accidentellement incorporé dans l'os peut y persister plusieurs dizaines d'années.
Une perte des minéraux de l'os conduit à une déminéralisation osseuse ayant pour conséquence une fragilité osseuse ainsi que des fractures.
La minéralisation osseuse est une source d'inspiration pour le biomimétisme.

## Pathologies
L'ostéomalacie correspond à un défaut de minéralisation osseuse. Cela résulte en un tissu osseux de consistance molle. Différentes étiologies peuvent être à l'origine de cette dernière notamment une carence en vitamine D (permettant l'absorption intestinale du calcium) ou encore un trouble du métabolisme du phosphore.
Chez l'enfant, cette pathologie est dénommée "rachitisme".